# Pelayo García
Pelayo García Sancho (Logroño, 25 marzo 1911 – 25 novembre 1991) è stato un calciatore spagnolo, di ruolo centrocampista.

## Carriera
Esordì con il Zaragoza FC il 2 settembre 1934 nella partita persa per 4-3 in casa del Logroño. Militò nel club aragonese fino al 1941. Collezionò 23 presenze in Primera División, 35 in Segunda División e 21 in Coppa di Spagna.
Giocò la sua ultima partita con il Zaragoza il 5 gennaio 1941, in occasione della sconfitta casalinga per 2-1 contro il Valencia.